# Кочеварский Погост
Кочеварский Погост — деревня в Верховажском районе Вологодской области.
Входит в состав Чушевицкого сельского поселения (с 1 января 2006 года по 8 апреля 2009 года входила в Верхнетерменгское сельское поселение), с точки зрения административно-территориального деления — в Верхнетерменгский сельсовет.
Расстояние до районного центра Верховажья по автодороге — 42,5 км, до центра муниципального образования Чушевиц по прямой — 23 км. Ближайшие населённые пункты — Матвеевская, Великодворская, Терентьевская, Жаворонково.
По данным переписи в 2002 году постоянного населения не было.